# Hindu csillagkép
A Hindu (latin: Indus) egy csillagkép.

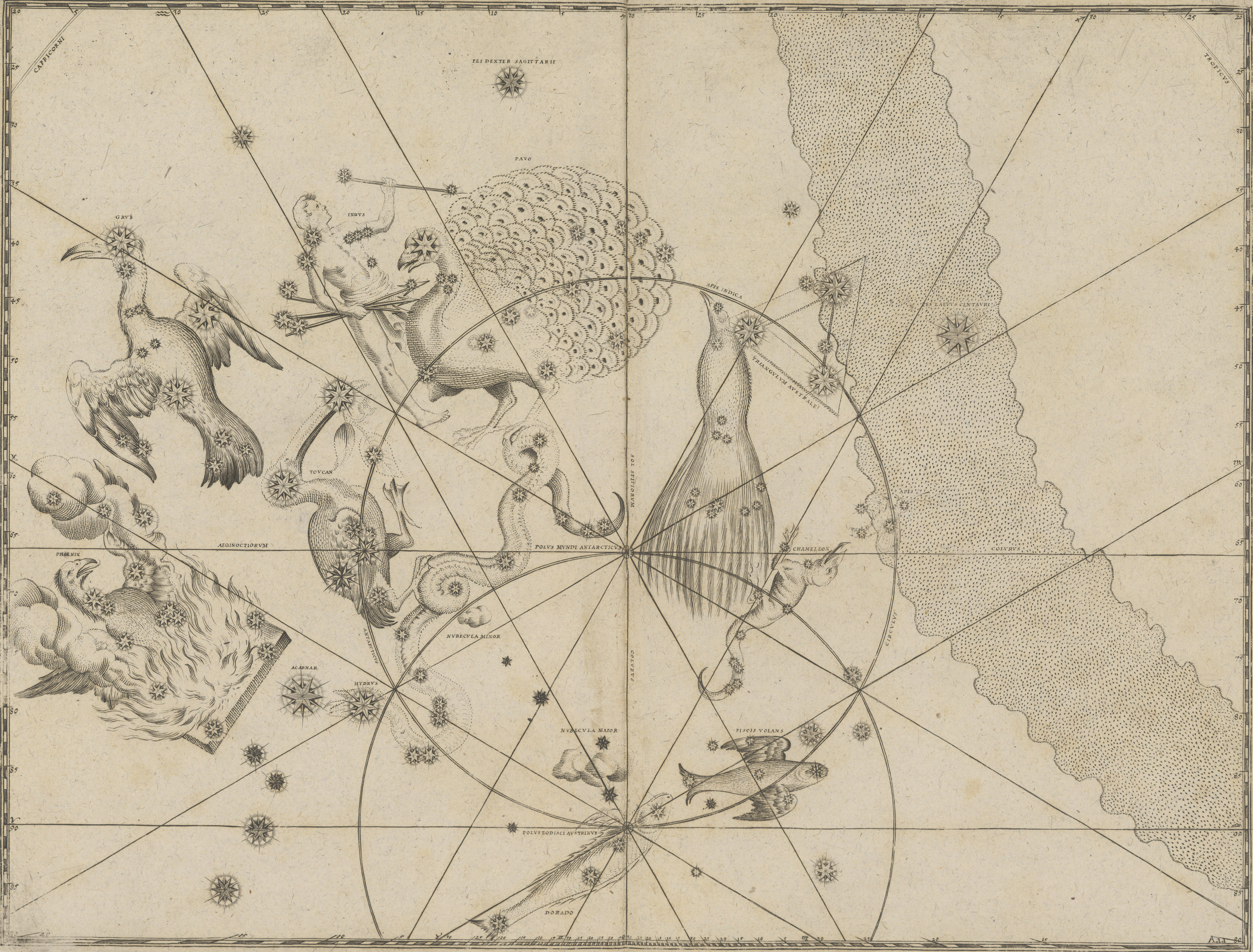
Az Indus csillagkép Johann Bayer Uranometriájában

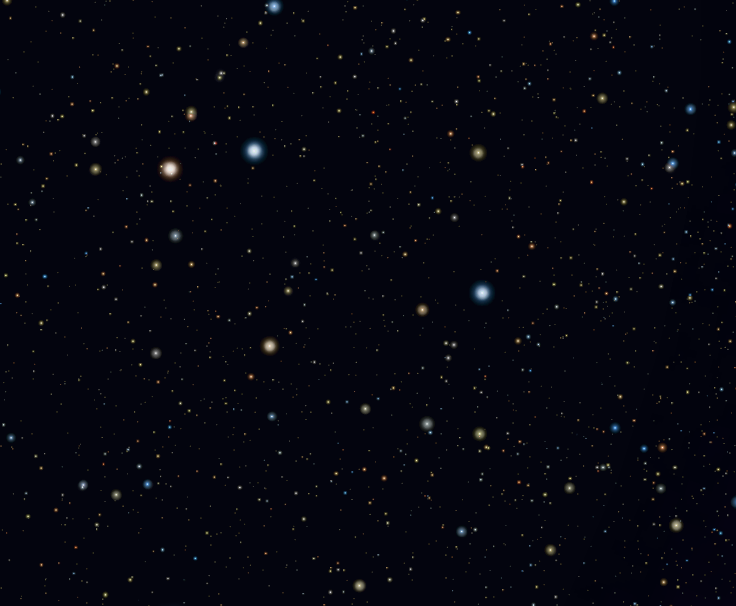
Az Indus csillagkép

## Története, mitológia
A csillagképet, amely egy indiánt ábrázol, Petrus Plancius vezette be a 16. század végén Pieter Dirkszoon Keyser holland hajós és Frederick de Houtman (vagy Frederik de Houtman) holland utazó megfigyelései alapján. Plancius és Jodocus Hondius egy 35 centiméter átmérőjű éggömbön ábrázolta először 1597-ben vagy 1598-ban, Johann Bayer pedig 1603-ban tette közzé az Uranometriában. Az, hogy az indián ázsiai vagy amerikai-e, nem világos. Plancius mindkét kezében kifeszítetlen íjat tartó férfiként ábrázolta a csillagképet.

## Látnivalók

### Csillagok
- α Indi: látszólagos fényessége 3,11m, a Földtől 101 fényév távolságra van a Földtől.
- ß Indi: 3,65 magnitúdós csillag, a távolsága 603 fényév.
- ε Indi: A Naphoz hasonló, 6 000 K felszíni hőmérsékletű, sárga színű, ötödrendű csillag, a távolsága 12 fényév.

### Kettőscsillagok
- θ Indi: egy ötöd- és egy hetedrendű komponensből álló pár, a megkülönböztetéséhez kis nyílású távcső is elegendő.

### Mélyég-objektumok
(nincs adat)

## Fordítás
- Ez a szócikk részben vagy egészben  az    Indus (constellation) című angol Wikipédia-szócikk fordításán alapul.  Az eredeti cikk szerkesztőit annak laptörténete sorolja fel. Ez a jelzés csupán a megfogalmazás eredetét és a szerzői jogokat jelzi, nem szolgál a cikkben szereplő információk forrásmegjelöléseként.